# Warstwa ziarnista
Warstwa ziarnista (granuloza) – to warstwa komórek wokół oocytu, powstała dzięki podziałom mitotycznym komórek somatycznych w drugiej fazie wzrostu pęcherzyka pierwotnego. Komórki warstwy ziarnistej leżące najbliżej oocytu wytwarzają wypustki cytoplazmatyczne, które przebijają leżącą pod nimi osłonę przejrzystą docierając do oolemmy i miejscach kontaktu tworząc desmosomy i złącza szczelinowe, umożliwiające wymianę substancji pomiędzy oocytem a komórkami warstwy ziarnistej. Warstwa ziarnista magazynuje sole mineralne.